# 海嘯預警系統

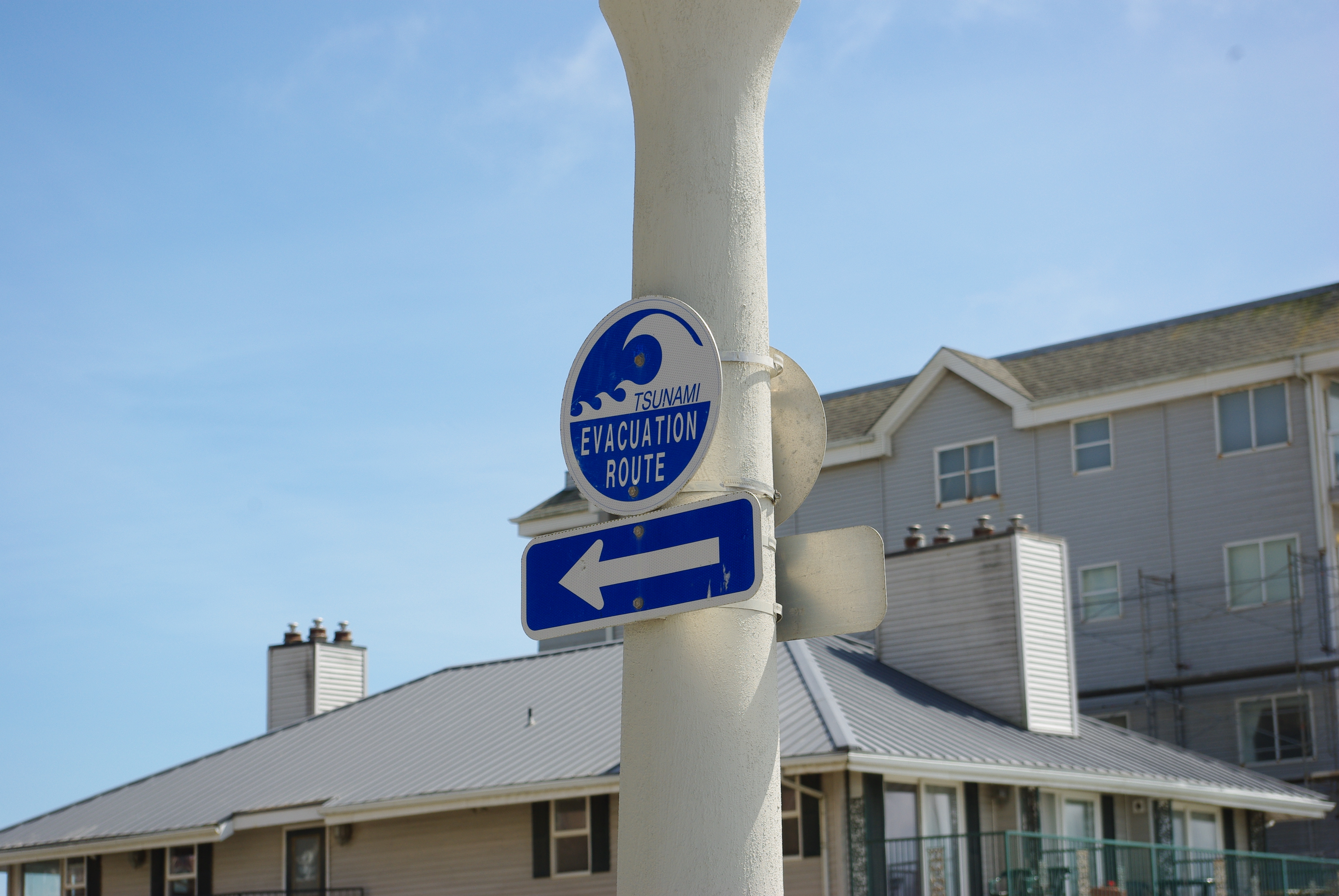
一個位於美國西海岸低海拔沿海區域的避難路線標誌

海嘯預警系統 (英語：Tsunami warning system，簡稱TWS)，又譯作海嘯警報系統、海嘯警告系統。是一種偵側海嘯的系統，經由發布警報以避免生命與財產的損失，其起源可追溯至1920年代。它是由兩個同等重要的要素所組成：一個是偵測海嘯的感測器網路，另一個是即時發布警報以批准沿海區域避難的通信基礎設施。又可分為兩種不同類型的海嘯預警系統：「國際性」與「區域性」。其正確的操作範例是，地震警報照慣例會發出一連串的監控與警報。隨後，藉由觀察海平面的高度得到資料 (取自岸基驗潮儀或DART浮標)去證實海嘯的存在。至於其他系統，則認為可以強化警報範例。舉個例，T波能量的持續時間與頻率含量（透過海洋裡的聲傳通道補捉地震能量的數據）會被推斷是一場潛在地震引起的海嘯。

## 历史
最早於1920年代的夏威夷，已有初步的系統曾嘗試將緊急海嘯的警報傳達給大眾。更進階的系統則發展於1946年4月1日（起因於1946年阿留申群島地震）及1960年5月23日後的海嘯（1960年智利大地震），兩個海嘯皆造成夏威夷希洛受到大規模的破壞。當海嘯在公開水域的行進速度達每小時500與1000公里 (大約每秒140與280公尺)之間時，一次地震波的行進也達到每秒4公里(約每小時1萬4400公里)的標準速度，地震幾乎能這樣偵測出來。這樣能透過可能發生的海嘯預報製造時間，並發布警報給會受到威脅的區域，前提是得到授權。不幸地的是，直至將來出現地震引發的重大海嘯都能被預報的可靠模式前，相對於那些能被證實的警報，也同樣會製造許多更不確實的警報。

## 國際預警系統（IWS）

### 太平洋（PTWC）

日本總務省消防廳設計的海嘯警告標誌，此標誌於2008年納入國際標準

太平洋大多數的海嘯警報是由太平洋海嘯警報中心 （PTWC）所發佈的，並在夏威夷伊娃海灘的美國國家海洋和大氣管理局（NOAA）之下運作。至於NOAA在阿拉斯加帕瑪的西海岸與阿拉斯加海嘯警報中心(WCATWC)則發佈關於北美洲西海岸的警報，其中包含阿拉斯加、加拿大與美國西部一帶。就在1946年阿留申群島地震與海嘯在夏威夷與阿拉斯加兩地造成165件的死傷後，PTWC於1949年創立；WCATWC則於1967年創立。這是經由隸屬於太平洋海嘯預警系統的國際協調小組進行的國際協調下，由聯合國教育、科學及文化組織旗下的政府間海洋學委員會才創立的。

### 印度洋（ICG/IOTWS）

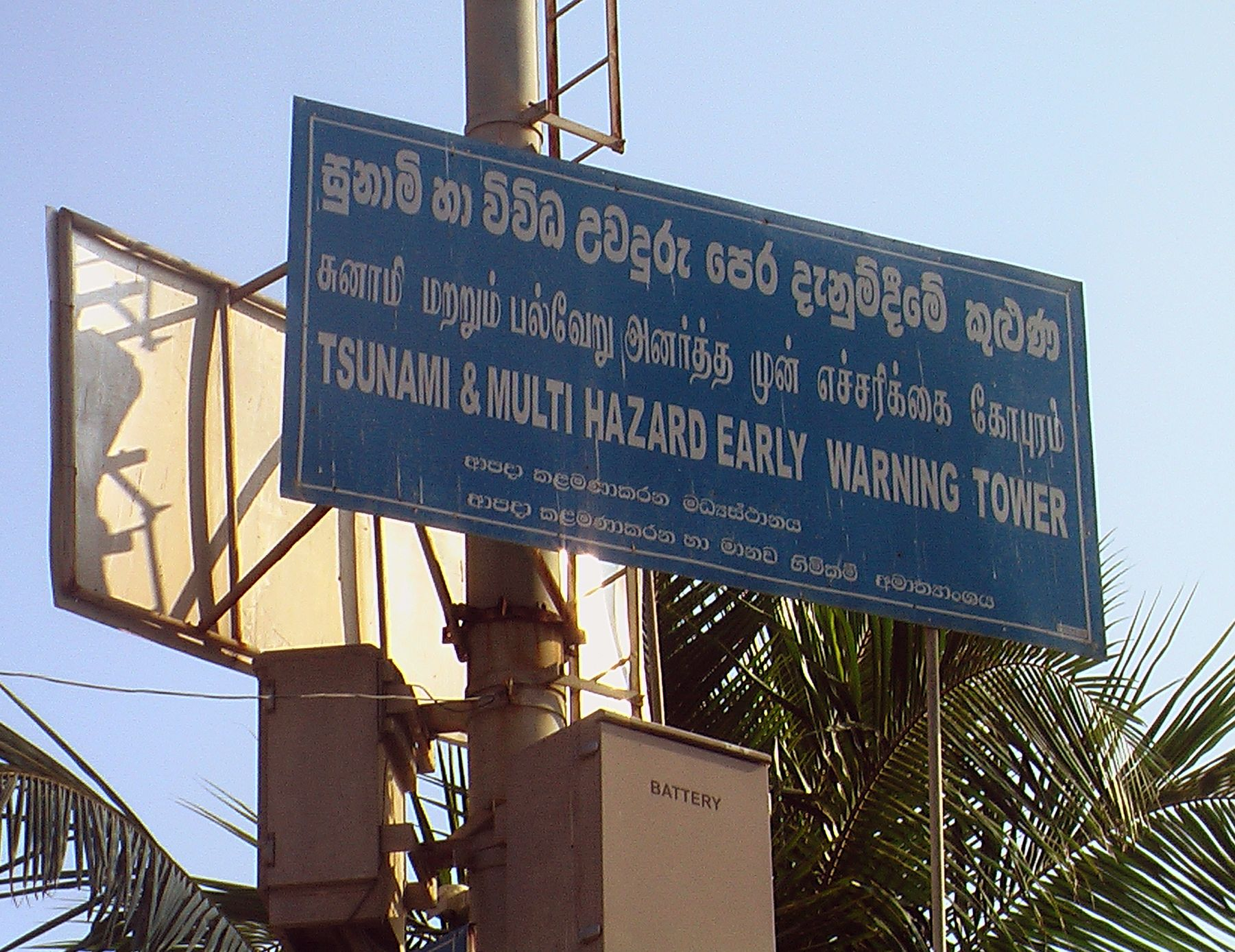
斯里蘭卡希卡杜瓦海嘯預警的塔台看版

2004年印度洋大海嘯造成將近23萬人罹難後，2005年1月神戶市舉辦了一場聯合國會議，並作了一項使國際預警計劃邁向一小步的決議，認為聯合國應創建一套印度洋海嘯預警系統。這項決議促使後來印尼有了這套預警系統。

### 東北大西洋、地中海與連結海域（ICG/NEAMTWS）
起初政府間協調小組聯合會議為東北大西洋、地中海與連結海域的海嘯預警與緩衝系統（ICG/NEAMTWS），於2005年6月第23屆的會議期間，由聯合國教育、科學及文化組織旗下的政府間海洋學委員會創立，2005年11月21日、22日在羅馬舉行，並通過第23章第14條的決議。
由義大利政府舉辦的一場會議（義大利外交部與區域環保部），一共出席來自24國逾150位的代表，13個組織與為數眾多的觀察員。

### 加勒比海
一套廣及加勒比海這片海域的海嘯預警系統，於2008年3月在巴拿馬市各成員國代表參與的會議中提出計劃，將於2010年成立。1882年，巴拿馬最後一波主要的海嘯使4500人罹難。巴貝多表示將於2010年2月評估或測試它的海嘯協議，作為一處區域性的試驗點。

### 南中国海
2011年，中华人民共和国国家海洋局在太平洋海啸预警与减灾系统政府间协调组第24次会议上，提议南中国海区域各国联合建立南海海啸预警与减灾系统。2012年在马来西亚召开的南中国海区域工作组第2次会议重点审议并通过了由中国牵头起草的《南中国海海啸预警与减灾系统建设方案》。2013年9月，在太平洋海啸预警与减灾系统政府间协调组第25次大会上，正式同意依托国家海洋局海啸预警中心建设联合国教科文组织政府间海洋学委员会南中国海区域海啸预警中心（简称为南中国海区域海啸预警中心），填补了该区域的海啸预警系统长期以来的空白。2018年2月8日，中国海区域海啸预警中心宣布正式开始业务化试运行，成为中国国家海洋局首个24小时业务化运作的国际预警中心。2018年5月8日，联合国教科文组织政府间海洋学委员会南中国海区域海啸预警中心授牌仪式在北京市举行。

## 區域預警系統
區域預警系統中心與所屬的國際預警系統中心保持聯繫，或自行取得地震週邊的地震資料來發布海嘯警報。

### 日本
海啸警报分四级，分别为海啸预报、海啸注意警报、海啸警报、大海啸警报。
|  | 警报名称     | 发布基准                                                               |
|  | ------------ | ---------------------------------------------------------------------- |
|  | 海啸消息     | 预计海啸来临时发布，并通报实时的海啸波高预报数值、观测数值等有关事项。 |
|  | 海啸预报     | 预测将会出现波高20厘米或以下的海啸。                                   |
|  | 海啸注意警报 | 预测将会出现波高20厘米至1米的海啸。                                    |
|  | 海啸警报     | 预测将会出现波高1米至3米的海啸。                                       |
|  | 大海啸警报   | 预测将会出现波高5米以上的海啸。                                        |

### 中国大陆
海啸警报共分为四级，现依据2015年《风暴潮、海浪、海啸和海冰灾害应急预案》发布。
| 等级 | 信号名称                  | 信号标志 | 信号含义                                                                              |
| ---- | ------------------------- | -------- | ------------------------------------------------------------------------------------- |
|      | 海啸信息 （海啸警报消息） |          | 受地震或其他因素影响，预计海啸波将会在中国沿岸产生0.3米以下的海啸波幅，或者没有海啸。 |
| Ⅲ    | 海啸黄色警报              |          | 受地震或其他因素影响，预计海啸波将会在我国沿岸产生0.3（含）－1米的海啸波幅时。        |
| Ⅱ    | 海啸橙色警报              |          | 受地震或其他因素影响，预计海啸将会在我国沿岸产生1（含）－3米的海啸波幅时。            |
| Ⅰ    | 海啸红色警报              |          | 受地震或其他因素影响，预计海啸波将在我国沿岸产生3（含）米以上的海啸波幅时。           |

中国大陆于2004年开始设立海啸预警，最初的预警等级分为蓝、黄、橙、红四个等级（或用罗马数字排列IV、III、II、I）。2011年日本东北地方太平洋近海地震发生后，国家海洋局发布了海啸警报消息，并于当日下午向浙江省沿岸、台湾省沿岸发出海啸蓝色警报，这是国家海洋局首次发布海啸警报。该警报其后于当日17时41分解除。最终，浙江省沈家门验潮站监测到0.55米的海啸波幅。2015年，国家海洋局将海啸警报级别由四级调整为黄色、橙色、红色三级（标准如上）。
2024年4月3日8时12分，自然資源部海嘯預警中心发出《海啸警报第1期》，針對2024年4月花蓮地震向台湾花莲沿岸發布海嘯红色警報（Ⅰ级），向台东北沿岸发布海嘯橙色警報（Ⅱ级），向屏东西、宜兰、台东南、屏东东、台北东发布海嘯黄色警報（Ⅲ级），并预计从辽东半岛至北部湾的中华人民共和国其他全部沿岸海域都可能出现0.3米以下的海啸波幅。8时52分，该中心将花莲沿岸的警报级别降为海嘯橙色警報（Ⅱ级），维持宜兰、台东北沿岸的警报级别为黄色，并解除其余区域的海啸警报。其后于10时51分左右解除全部警报，并表示于当日上午8时08分在花莲地区监测到最高105厘米的海啸波幅。這是该預警中心历史上首次发布海啸红色、橙色及黄色警报。

### 香港
海嘯警告是猛烈地震預計會產生或已產生海嘯，導致香港受顯著海嘯（即海嘯高度比正常水位高出0.5米以上）影響，並會在3小時內抵達香港時，由香港天文台發出的警告信號。
如預料南海或太平洋發生的強烈地震會引發海嘯，導致香港受顯著海嘯（即海嘯高度比正常水位高出0.5米以上）影響，而預計海嘯會在三小時內抵達香港，天文台會發出海嘯警告；對於有可能影響香港但在三小時後才抵達香港的顯著海嘯，天文台會首先發出海嘯報告通知市民。此外，如香港可能受海嘯影響但預料香港的海嘯不顯著，天文台亦會發出海嘯報告通知市民。

### 澳门
海嘯警告信號系統，是澳門地球物理氣象局為防患未然而設立的，雖然澳門受海嘯影響的機會較低，但仍存在一定的風險，當中主要風險源為馬尼拉海溝地震帶，如該地帶發生7至8級強烈海底地震，可能會導致南海發生海嘯，並於3至4小時內到達澳門及可能為澳門帶來嚴重破壞；若引發海嘯的地震更接近澳門，可預警的時間將會更短。

### 台湾
台灣的海嘯預警資訊主要是由中华民国交通部中央氣象署地震測報中心发布。海嘯預警資訊發布有以下4種類：
| 發布類別 | 發布時機 |
| -------- | --- |
| 海嘯警報 | 1. 當有感地震報告內容為臺灣近海發生地震規模 7.0 以上，震源深度淺於 35 公里之地震。 2. PTWC 報文內容經氣象署評估臺灣沿海海嘯預估波高分級達 1 級 以上，且預估 3 小時內抵達。 |
| 海嘯警訊 | PTWC 報文內容經氣象署評估臺灣沿海海嘯預估波高分級達 1 級以上，且預估 3 小時至 6 小時內抵達。                                                                               |
| 海嘯消息 | 經氣象署評估未達海嘯警報及海嘯警訊標準，惟該海嘯事件可能引起民眾關切。 |
| 海嘯解除 | 根據 PTWC 報文內容為解除海嘯威脅，或依氣象署觀測資料研判海嘯威脅解除時，即發布解除海嘯警報或海嘯警訊。                                                                     |

而中央氣象署對於海嘯預估波高的分級共有4級：
| 分級 | 海嘯預估波高              |
| ---- | ------------------------- |
| 0    | 小於0.3公尺               |
| 1    | 0.3 公尺以上，未達 1 公尺 |
| 2    | 1 公尺以上，未達 3 公尺   |
| 3    | 3 公尺以上                |

中央氣象署依照目前實質管轄的區域，劃分6個警戒區來做海嘯預警系統發布，這些警戒區為：
| 分區名稱     | 分區範圍                                                       |
| 北部沿海地區 | 包括新北市及基隆市沿岸。                                       |
| 東北沿海地區 | 包括宜蘭縣頭城鎮至蘇澳鎮沿岸。                                 |
| 東部沿海地區 | 包括宜蘭縣南澳鄉至臺東縣長濱鄉沿岸。                           |
| 東南沿海地區 | 包括臺東縣成功鎮至屏東縣滿州鄉沿岸。                           |
| 西南沿海地區 | 包括臺南市至屏東縣恆春鎮沿岸。                                 |
| 海峽沿海地區 | 包括桃園市至嘉義縣沿岸，以及澎湖縣、金門縣與連江縣等離島區域。 |

自2017年11月13日開始，當海嘯預警資訊達到「海嘯警報」，或是「解除海嘯警報」時，中央氣象署會利用「災防告警訊息服務系統」，對全國沿海各鄉鎮發送細胞廣播訊息。
雖然臺灣亦處環太平洋火山帶，不過和日本不同，臺灣很少有海嘯侵襲。主要原因是海嘯多來自太平洋的海底地震，會從臺灣東部靠近，而在臺灣東部的海底，菲律賓海板塊和歐亞板塊交界處，海底地形非常陡峭，容易使波浪受到折射而遠離，不利海嘯成形。2011年日本東北大地震（海底地震）臺灣僅觀測到10公分潮差，而1960年智利大地震所引發的海嘯對於臺灣也沒有造成重大災害。
一般認為臺灣最可能發生海嘯的地方是基隆到宜蘭一帶沿海，在過去便曾有發生之實例。1867年12月18日，雞籠（今基隆）附近發生有感地震，震央約在雞籠嶼（今基隆嶼）東方500公尺左右的海底，造成雞籠港（今基隆港）港內的海水急速往外海退去，接著海嘯撲向瑞芳、萬里、金包里（今金山）一帶沿海發生災情，史稱「雞籠海嘯」。
雖然南中國海發生大規模地震機率非常低，萬一南中国海一帶的地方出現大地震，勢必會對臺灣西南沿海、中國大陸東南沿海、中南半島、菲律賓等地造成海嘯威脅。不過，臺灣仍有學者提出馬尼拉海溝可能有潛在危機。

## 警報通訊

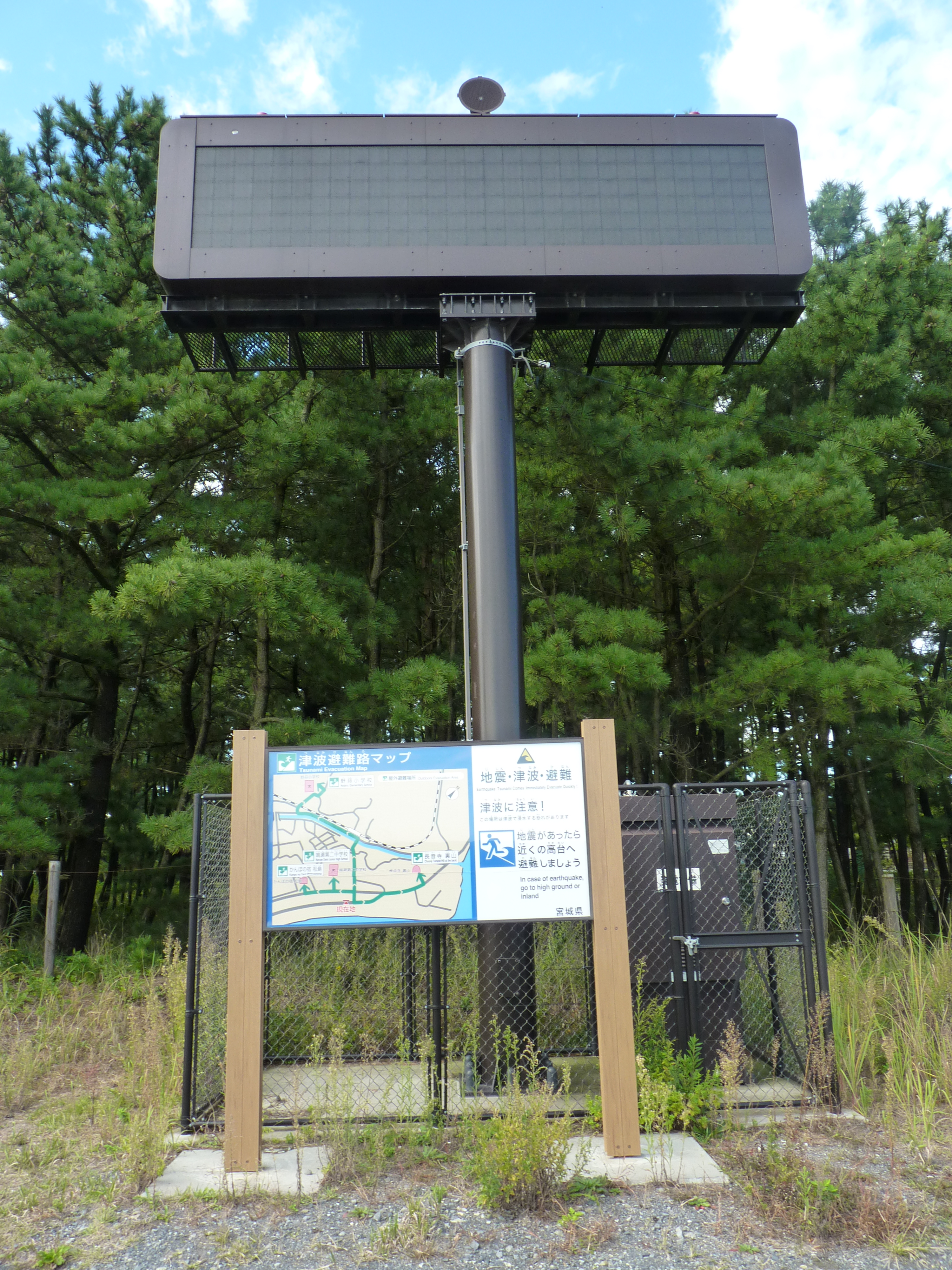
預警系統訊息桿，及詳述逃難路線的標誌，位於日本宮城縣東松島市奧松島沿海一帶（此處曾遭受2011年海嘯嚴重的侵襲）

海嘯的偵測與預報只能算是其系統作業的一半而已。一樣重要的是如何警告該地區的人口，他們即將面臨影響的這項功能。所有海嘯預警系統有個通訊用的多重線路這項特點（例如簡訊、電子郵件、傳真機、無線電、短信與電傳機，通常使用於這些固定專用的系統），它們都被授權將緊急訊息傳送給緊急服務與軍隊，即公眾預警系統（例如警報器）。另外，CWarn是一種非盈利架構的組織，它是透過簡訊傳送關於海嘯即將襲來的免費文字警報給會員。該情報是以他們的所在位置作為基礎傳送給終端用戶的（根據緯度與經度）。

## 缺點
當某地的沿海一帶被推測極其接近震央時，沒有任何系統能使它免於一場突如急來的海嘯。例如北海道西南近海地震造成日本北海道的外海引發具破壞力的海嘯。結果，在奧尻町的一個小島上，202人罹難，數百人甚至於更多人失蹤或受傷。這場海嘯在地震後的三至五分鐘停止，而大多數的犧牲者是在地震後倖存後，正要逃往高地或安全地點時被海嘯吞噬。
當一場海嘯即將帶來突如急來的破壞前，仍然尚存一種可能性，該預警系統此時則能發揮作用。例如美國西海岸的外海發生一場規模極大的隱沒帶地震（9.0的矩震級），那麼遠在日本的人們當海嘯抵達之前，將給與他們比12小時更多的時間（從夏威夷與其他地方預警系統發布的可能性警報），使他們遠離可能會造成影響的區域。

## 外部連結
- 國際海嘯情報可傳輸給行動手機影像 （页面存档备份，存于）
- A 24/7 行動手機簡訊整合對海嘯監控的服務 （页面存档备份，存于）
- Space Applications for Disaster Monitoring （页面存档备份，存于）
- How does the Tsunami Warning System Work? from the 美國國家海洋和大氣管理局關於海嘯的官網
- 太平洋海嘯警報中心 （页面存档备份，存于）
- 西海岸與阿拉斯加海嘯警報中心 （页面存档备份，存于）
- DART
- Tsunami Detector for Indian Ocean Web & Mobile application that reports probability of tsunami occurrences from LIVE USGS data.
- Envirtech Tsunami Warning System, based on real time seafloor observatories measuring seismic waves and sea levels
- NOAA Tsunami Warnings and Forecasts
- DEWS - Distant Early Warning System for the Indian Ocean Region （页面存档备份，存于）
- Indian Ocean Tsunami Warning Center （页面存档备份，存于）
- Jakarta Tsunami Information Centre （页面存档备份，存于）
- GITEWS German Indonesian Tsunami Early Warning System
- Tsunami Warning Signs on the Enshu Coast of Japan （页面存档备份，存于） Shore & Beach, Vol. 78, No. 1, pp. 52–54, 2010